# Thiago Costa
Thiago Gonçalves Costa (Goiânia, 25 de janeiro de 1985) é um cantor, compositor, músico, apresentador e empresário brasileiro.
É filho do cantor Leandro morto em junho de 1998, que fazia dupla com seu tio Leonardo nos anos 80 a dupla sertaneja Leandro & Leonardo.
Entre 2002 e 2013, fez parte da dupla Pedro & Thiago juntamente com seu primo Pedro Leonardo.

## Carreira
Nascido em Goiânia, filho mais velho do cantor Leandro e Célia Gonçalves, com 14 anos, mudou-se de Goiânia para a cidade de São Paulo, onde estudou música, interpretação, canto, violão, bateria e postura de palco. Por ser filho de Leandro e sobrinho de Leonardo, sabia que a cobrança do público e a crítica seria grande.
Em 2002, lançou, junto com seu primo Pedro Leonardo, a dupla Pedro & Thiago lançou o álbum Toque de Mágica, tendo a faixa de mesmo nome, vindo a se tornar um grande sucesso. No mesmo ano, Marlene Matos convidou a dupla para participar do projeto Jovens Tardes (Rede Globo) durante duas temporadas, aumentando, assim, a divulgação do trabalho da dupla.
Em 2004, participou do filme infantil Cine Gibi - O Filme da Turma da Mônica.
Em 2005, fez uma participação no filme 2 Filhos de Francisco interpretando seu pai Leandro.
A dupla Pedro & Thiago se separou em 2013, um ano após Pedro sofrer um acidente de carro em 2012, em uma rodovia na divisa entre Goiás e Minas Gerais.
Após um hiato de dois anos e meio, Thiago voltou aos palcos em carreira solo como Thiago Costa, em junho de 2014. Sua primeira música de trabalho foi "Sem Maldade".

## Discografia

### Singles
| Título        | Ano  | Álbum                         |
| ------------- | ---- | ----------------------------- |
| "Sem Maldade" | 2014 | Não adicionado à nenhum álbum |

## Filmografia
| Ano     | Programa            | Papel        | Nota                                          |
| ------- | ------------------- | ------------ | --------------------------------------------- |
| 2002–04 | Jovens Tardes       | Apresentador |                                               |
| 2007    | Por Toda Minha Vida | Ele mesmo    | Episódio: "Leandro" (Temporada 1, episódio 2) |

| Ano  | Programa              | Papel     |
| ---- | --------------------- | --------- |
| 2004 | Cine Gibi             | Ele mesmo |
| 2005 | 2 Filhos de Francisco | Leandro   |